# Meiostylodon
Meiostylodon is een geslacht van uitgestorven zoogdieren uit de familie Esthonychidae van de Tillodontia uit het Vroeg-Paleoceen van Azië. De enige soort Meiostylodon zaoshiensis is alleen bekend van drie afzonderlijke tanden gevonden in Zaoshi, Chaling County, provincie Hunan in de Volksrepubliek China. Deze afzonderlijke fossiele tanden worden bewaard in het Paleozoölogisch Museum van China.

## Kenmerken
Meiostylodon is een van de oudste tillodonten en verwant aan de Noord-Amerikaanse Esthonyx. Het was een klein dier met snijtanden die waren aangepast aan het afbijten van plantaardig voedsel.

## Vondsten
Fossiele tanden van Meiostylodon zijn gevonden in het Chaling-bekken in de Volksrepubliek China. De vondsten dateren uit het Shanghuan (66 tot 63,3 miljoen jaar geleden), het eerste deel van het Paleoceen in Azië.